# Médias des échecs
Les médias des échecs sont l'ensemble des canaux de diffusion des connaissances échiquéennes au travers des époques, de la presse écrite — revues d'échecs et chroniques dans les journaux — aux vidéastes web.

## Revues d'échecs
Une revue d'échecs est un périodique imprimé (plus rarement électronique) sur le thème des échecs. Les revues d'échecs se composent principalement de comptes rendus de tournois d'échecs importants, ainsi que d'analyses des parties qui s'y sont déroulées. Les rencontres particulièrement intéressantes sont souvent analysées ou commentées par des Maîtres internationaux ou Grands maîtres. D'autres contenus sont, par exemple, des sections sur la composition échiquéenne, des articles sur la théorie des ouvertures, des études de finales, des portraits de joueurs, des articles historiques et culturels sur les échecs, ou encore des critiques de livres.
La première revue d'échecs fut « Le Palamède », fondée par Louis-Charles Mahé de La Bourdonnais, qui parut de 1836 à 1847, avec une interruption de plusieurs années (1839-1842). En Angleterre, Howard Staunton fonda le Chess Player's Chronicle (en) (publié de 1841 à 1862). En Allemagne, la « Deutsche Schachzeitung » de la Berliner Schachgesellschaft a existé à partir de 1846 et a perduré sous divers noms jusqu'en 1988. La plus ancienne revue encore publiée aujourd'hui est le British Chess Magazine (depuis 1881).
Parmi les publications actuellement diffusées en français, on compte Europe Échecs (depuis 1959), Le Courrier des Échecs issu du jeu par correspondance (depuis 1947) et Phénix, dédiée aux problèmes d'échecs (depuis 1988).

### Liste de revues d'échecs
| Nom de la revue                     | Dates de publication                | Pays                           |
| 50 Moves Magazine                   | 2014–                               | Australie                      |
| 64                                  | 1924–                               | Russie                         |
| American Chess Bulletin             | 1904–1962                           | États-Unis                     |
| American Chess Journal              | 1879–1881                           | États-Unis                     |
| American Chess Magazine (en)        | 1846–1847 1897–1899 2016–           | États-Unis                     |
| American Chess Quarterly (en)       | 1961–65                             | États-Unis                     |
| Arbejder-Skak                       | 1932-1970                           | Danemark                       |
| Baltische Schachblaetter            | 1889–1893 1898–1908                 |                                |
| Black & White                       | 2004                                | Inde                           |
| British Chess Magazine              | 1881–                               | Angleterre                     |
| Brüderschaft Deutsches Wochenschach | 1885–1888 1889–1925                 | Allemagne                      |
| Československý šach                 | 1906-                               | République tchèque & Slovaquie |
| Chakhmatny Bioulleten               | 1955-1990                           | URSS                           |
| Chakhmatny Listok                   | 1921-1930                           | URSS                           |
| Chakhmaty v SSSR                    | 1921-1999                           | URSS                           |
| Chess Chow                          | 1991–1994                           | États-Unis                     |
| Chess Express/Schach Express        | 1968–?                              | Suisse                         |
| Chess Life (en)                     | 1946–                               | États-Unis                     |
| Chess Magazine                      | 1935–                               | Royaume-Uni                    |
| Chess Player's Chronicle (en)       | 1841–56 1859–62                     | Angleterre                     |
| Chess Review (en)                   | 1933–1969                           | États-Unis                     |
| Chess Today (en)                    | 2000–2020                           | Internet                       |
| ChessBase News                      | 2001–                               | Internet                       |
| ChessCafe.com (en)                  | 1996–                               | Internet                       |
| Columbia Chess Chronicle            | 1887–91                             | États-Unis                     |
| Computerschach und Spiele           | 1983–2004                           | Allemagne                      |
| Der Schachfreund                    | 1898–1901                           | Allemagne                      |
| Deutsche Schachzeitung              | 1846-1988                           | Allemagne                      |
| Diagrammes                          | 1973-2013                           | France                         |
| Die Schwalbe                        | 1924–                               | Allemagne                      |
| Deutsche Schachzeitung              | 1846–1988                           | Allemagne                      |
| Échec et Mat                        | 1994-?                              | France                         |
| EG (revue)                          | 1965–                               | Pays-Bas                       |
| Europe Échecs                       | 1959–                               | France                         |
| Fairy Chess Review                  | 1930-1958                           | Royaume-Uni                    |
| ICGA Journal (en)                   | 1977–                               | Pays-Bas                       |
| Informateur                         | 1966-                               | Serbie                         |
| The International Chess Magazine    | 1885–1891                           | États-Unis                     |
| Jaque (es)                          | 1970–2013                           | Espagne                        |
| Karl                                | 1984                                | Allemagne                      |
| Kingpin                             | 1985–                               | Angleterre                     |
| La Stratégie                        | 1867–1940                           | France                         |
| L'Échiquier                         | 1925-1939                           | Belgique                       |
| Le Courrier des Échecs              | 1947–                               | France                         |
| Le Palamède                         | 1836–1847                           | France                         |
| L'Italia Scacchistica               | 1911–                               | Italie                         |
| Magyar Sakkélet                     | 1951–1984 1985–2003 (as Sakkélet)   | Hongrie                        |
| Magyar Sakkvilág                    | 1911–1950 2003–                     | Hongrie                        |
| Messaggero Scacchi                  | 2000–                               | Internet                       |
| New in Chess                        | 1984–                               | Pays-Bas                       |
| Norsk sjakkblad (en)                | 1906–1909 1919–1929 1932–1939 1950– | Norvège                        |
| Northwest Chess                     | 1947–                               | États-Unis                     |
| Panorama Szachowa                   | 1993–                               | Pologne                        |
| Peón de rey                         | 2001–                               | Espagne                        |
| Phénix                              | 1988–                               | France                         |
| Probleemblad                        | 1943–                               | Pays-Bas                       |
| Revista de Şah                      | 1925-1929                           | Roumanie                       |
| Revista Română de Şah               | 1930-                               | Roumanie                       |
| Rochade Europa                      | 1972-                               | Allemagne                      |
| Sadakalo 64                         | 2013–                               | Bengladesh                     |
| Šahovski glasnik                    | 1925-                               | Yougoslavie, Croatie           |
| Šahs                                | 1959?-1991?                         | Lettonie                       |
| Scacco!                             | 1970–1999                           | Italie                         |
| Schaak Magazine                     | 1893-                               | Pays-Bas                       |
| Schachmatna Misl                    | Après 1945-                         | Bulgarie                       |
| Schach-Magazin 64                   | 1979–                               | Allemagne                      |
| Schach (Zeitschrift}                | 1947–                               | Allemagne                      |
| Skakbladet                          | 1905-                               | Danemark                       |
| StrateGems                          | 1998–2022                           | États-Unis                     |
| Schweizerische Schachzeitung        | 1900–                               | Suisse                         |
| The Chess Monthly                   | 1857–1861                           | États-Unis                     |
| The Chess Correspondent             | 1930–                               | États-Unis                     |
| The London Chess Fortnightly        | 1892–1893                           | Angleterre                     |
| The Philidorian                     | 1837–1838                           |                                |
| The Problemist                      | 1926–                               | Angleterre                     |
| The Week in Chess                   | 1994–                               | Internet                       |
| Tidsskrift för Schack               | 1895-                               | Suède                          |
| Tijdschrift van de NSB              | Jusqu'à 1935                        | Pays-Bas                       |
| Tijdschrift van de KNSB             | 1935-1960                           | Pays-Bas                       |
| Torre & Cavallo Scacco!             | 1987–                               | Italie                         |

## Chroniques dans les journaux

### Aux débuts
La première chronique d'échecs connue est parue dans The Lancet en 1823, mais, faute de popularité, elle a disparu moins d'un an plus tard.
La première chronique à s'imposer fut celle de George Walker dans Bell's Life in London (en) en 1834, qui subsista jusqu'en 1873. À partir de 1845, elle fut concurrencée par la chronique de Howard Staunton dans l'Illustrated London News, chronique qui survécut à celle de Walker, mais seulement de cinq ans.
En 1882, Henry Bird, dans son ouvrage « Chess History and Reminiscences (en) », estimait à 150 le nombre de rubriques consacrées aux échecs. Près de trente ans plus tard, en 1913, H. J. R. Murray, dans son ouvrage « A History of Chess (en) », estimait à au moins 1 000 le nombre de rubriques consacrées aux échecs dans le monde.
Jules Arnous de Rivière a effectué une longue carrière en tant que rédacteur-chroniqueur au journal L'Illustration de 1870 à 1905. Mais il fut aussi chroniqueur pour la Revue illustrée, L'Écho de Paris, le Gil Blas (sous le pseudonyme de "Martin-Gall"), La Liberté (Paris), La Patrie (Paris), Le Rappel, etc.

### En français
La chronique régulière de Claude Lemoine dans Le Monde a existé pendant 42 ans ; Joël Lautier a pris sa succession, mais plutôt pour des analyses ponctuelles ou des entretiens, comme lors des matchs de Garry Kasparov contre Deep Blue ou contre Vladimir Kramnik.
Aldo Haïk a été rédacteur de la rubrique « échecs » du journal Le Figaro jusqu'à sa suppression fin 2011.
La chronique consacrée au jeu d’échecs dans Libération, rédigée par Jean-Pierre Mercier, a été supprimée à la mi-2012.

### En anglais
Le GMI Raymond Keene a tenu pendant des décennies pour The Times (Royaume-Uni) une chronique quotidienne très célèbre.
Le grand maître américain Robert Byrne tint une chronique pour The New York Times de 1972 à 2006
Leonard Barden a écrit (avec d'autres) dans The Guardian pendant plus de 69 ans en décembre 2024. Sa chronique quotidienne sur les échecs dans l'Evening Standard détient de loin le record mondial de longévité pour le même contributeur : de juin 1956 au 31  janvier 2020.

### Aujourd’hui
Les rubriques d’échecs dans la presse généraliste ont presque disparu au profit d’Internet — « Aujourd'hui, chaque tournoi majeur est diffusé en direct — oui, avec des webcams pointées sur les échiquiers et les joueurs — et toute personne disposant d'un ordinateur portable peut accéder à plus d'informations, de photos, de vidéos, de données et d'opinions sur le monde des échecs qu'il n'est possible d'en digérer » (traduction de : « the present day, where every major tournament is livestreamed — yes, with webcams on the boards and players — and anyone with a laptop can access more information, photos, videos, data, and opinions on the chess world than could possibly be digested ». — mais les plateformes comme Chess.com, Lichess, ou Europe Échecs ont pris le relais avec des rubriques régulières.

## Vidéastes web
Avec les confinements liés à la pandémie de Covid-19 et la série Netflix Le Jeu de la dame, il y a eu un phénomène de mode sur les échecs dont a profité une nouvelle génération d'influenceurs. Parmi ces créateurs de contenus sur les réseaux sociaux, on compte (par ordre alphabétique) Kevin Bordi (pseudonyme : Blitzstream), les sœurs Alexandra et Andrea Botez, Anna Cramling, GothamChess, Yosha Iglesias, Julien Song.